# ئی‌ام‌دی اس‌دی۳۸-۲
ئی‌ام‌دی اس‌دی۳۸–۲ (انگلیسی: EMD SD38-۲) یک لوکوموتیو ساخت شرکت جنرال موتورز الکترو-موتیو دیویژن و جنرال موتورز دیزل بوده است.
این لوکوموتیو که مابین سال‌های ۱۹۷۲ تا ۱۹۷۹ تولید می‌شده دارای ۱۶ سیلندر و ۲۰۰۰ اسب بخار قدرت بوده است.